# Lutjanus timorensis
Lutjanus timorensis és una espècie de peix de la família dels lutjànids i de l'ordre dels perciformes.

## Morfologia
- Els mascles poden assolir 50 cm de longitud total.[4][5]

## Hàbitat
És un peix marí de clima tropical i associat als esculls de corall que viu entre 20-130 m de fondària.

## Distribució geogràfica
Es troba a l'illa Iriomote (Okinawa, Japó), des de Fiji fins a la península de Malaca i a la costa de la Mar d'Andaman a Tailàndia.